# Ngrapah
Ngrapah is een bestuurslaag in het regentschap Semarang van de provincie Midden-Java, Indonesië. Ngrapah telt 3772 inwoners (volkstelling 2010).